# Sogni d'oro (film)
Sogni d'oro è un film del 1981 scritto, diretto e interpretato da Nanni Moretti.

## Trama
Michele Apicella è un giovane regista romano frustrato dall'incomprensione cui va incontro il suo lavoro; sta ultimando le riprese del suo terzo film, un'opera su Sigmund Freud. Apicella è seguito da due fratelli arrivati a Roma da altre zone della provincia, che si offrono di fare da assistenti volontari per imparare il mestiere. Mentre Apicella prosegue faticosamente le riprese del suo film, la sua insicurezza lo porta ad avere dei terribili incubi, nei quali insegue una bella ragazza di nome Silvia e, sempre più roso dal tarlo della gelosia, si trasforma alla fine in un lupo mannaro.

## Critica
Il film venne premiato con il Leone d'argento alla Mostra del Cinema di Venezia nel 1981. Il riconoscimento venne accolto nell'ambiente del Cinema con qualche dissenso. Al film veniva rimproverata la presunzione esasperata del personaggio autobiografico di Moretti e il pericoloso accostarsi al modello 8½ di Fellini. Su L'Europeo dello stesso anno si attribuisce a Sergio Leone la seguente dichiarazione: «Fellini 8 1/2 m'interessa, Moretti 1 1/4 no».
Vani furono i ripetuti tentativi di Moretti di smentire la rilettura del suo film come un'opera sui tormenti di un artista in crisi creativa o sul Cinema stesso. 
Scrisse Paolo Mereghetti: «Un film sul film nel film»... autobiografia surreale... un'intelligenza nevrotica e dissacrante... regia discontinua, spesso inadeguata e ossessivamente narcisista... [vedendo il film] viene il dubbio che [Moretti] in realtà sia un grande critico mancato.

## Incassi
Sogni d'oro si collocò al sessantaduesimo posto tra i film di maggiore incasso nella stagione 1981-1982.

## Riconoscimenti
- 1981 - Mostra del cinema di Venezia
  - Leone d'argento a Nanni Moretti
  - Candidatura Leone d'oro a Nanni Moretti
- 1982 - David di Donatello
  - Candidatura Migliore attrice non protagonista a Piera Degli Esposti
  - Candidatura Miglior montaggio a Roberto Perpignani